# Kuźnica Czarnkowska
Kuźnica Czarnkowska (pronunciación en polaco: /kuʑˈɲit͡sa t͡ʂarnˈkɔfska/ ; en alemán: Hammer bei Schönlanke) es un pueblo en el distrito administrativo de Gmina Czarnków, dentro del Distrito de Czarnków-Trzcianka, Voivodato de Gran Polonia, en el centro-oeste de Polonia. Se encuentra a unos 5 kilómetros al noroeste de Czarnków y 66 kilómetros al noroeste de la capital regional, Poznań.